# Уенч
Уенч (монг.: Уенч) — сомон аймаку Ховд, Монголія. Площа 7,3 тис. км², населення 4,7 тис. Центр сомону селище Уенч лежить за 1450 км від Улан-Батора, за 305 км від міста Кобдо.

## Рельєф
На півночі гори хребта Алтаю Мунххайрхан, Шар нуруу, Харгайт, Бураат, Цацин Улаан (4000 м), Хуремт, Хужиртин овгор, Загт, на півдні вздовж кордону хребти Хавтгай, Халтар, Майхан, Нарийн хар та ін. У центральній і південній частин долина Уенч, гобі Давсан. Річки Уенч, Харгайт, Нуцген, Урт, Нарийн, Уліастай, Жаргалант. У горах озера льодовикового походження.

## Клімат
Клімат різко континентальний. Щорічні опади в горах Алтаю 300—350 мм, на решті території 150—200 мм, середня температура січня −22°-24°С, на півдні -16°С середня температура липня +10°+12°С на півдні +24°С.

## Природа
Водяться корсаки, кулани, козулі, зайці, вовки, лисиці, тарбагани.

## Корисні копалини
Золото, дорогоцінне каміння, хімічна та будівельна сировина.

## Соціальна сфера
Є школа, лікарня, сфера обслуговування.